# Русалка (остров)
Вижте пояснителната страница за други значения на Русалка.
Русалка е един от най-малките острови в българските териториални води на Черно море с площ от едва 2,4 декара.
Намира се в Птичия залив, северно от нос Калиакра, до курорта Русалка.